# Alex Galchenyuk
Alex Galchenyuk, błr. Аляксандр Аляксандравіч Гальчанюк – Alaksandr Alaksandrawicz Halczaniuk (ur. 12 lutego 1994 w Milwaukee) – amerykański hokeista pochodzenia białoruskiego. Reprezentant USA.

## Życie prywatne
Jest Amerykaninem pochodzenia białoruskiego. Jego ojciec Alaksandr Mikałajewicz Halczaniuk (ur. 1967) pochodzi z Mińska i jest byłym białoruskim hokeistą, w tym reprezentantem Białorusi. Gdy przebywał w USA i grał w drużynie Milwaukee Admirals, urodził się Alex, który otrzymał amerykańskie obywatelstwo, a jego nazwisko jest angielską formą transkrypcji pierwotnego nazwiska rodziny.

## Kariera klubowa
- Luzern U17 (2006/2007)
- Chicago Young Americans U16 (2009-2010)
- Sarnia Sting (2010-2013)
- Montreal Canadiens (2013-2018)
- Arizona Coyotes (2018-2019)
- Pittsburgh Penguins (2019-)
- Minnesota Wild (2020)
- Ottawa Senators (2020-2021)
- Toronto Marlies (2021)
- Toronto Maple Leafs (2021)
- Arizona Coyotes (2021-2022)
- Colorado Eagles (2022-2023)
- Colorado Avalanche (2022-2023)
- SKA Sankt Petersburg (2023-2024)
- Amur Chabarowsk (2024-)

W OHL Priority Selection z 2010 został wybrany przez klubu Sarnia Sting z numerem 1. W maju 2010 został zawodnikiem tej drużyny. W jej barwach rozegrał trzy sezony. W drafcie NHL z 2012 został wybrany przez Montreal Canadiens z numerem 3 i tuż po tym w lipcu 2013 podpisał z tym klubem kontrakt na występy w lidze NHL. Wskutek lokautu w sezonie NHL (2012/2013) nadal grał w drużynie Sarnia Sting, zaś po wznowieniu sezonu NHL, w styczniu 2013 został wezwany do Montrealu i 19 stycznia 2013 zadebiutował w NHL. W lipcu 2015 przedłużył kontrakt z Canadiens o dwa lata. W sierpniu 2018 został zawodnikiem Arizona Coyotes. Pod koniec czerwca 2019 został przetransferowany do Pittsburgh Penguins. W lutym 2020 został zawodnikiem Minnesota Wild. Pod koniec października 2020 przeszedł do Ottawa Senators. 13 lutego 2021 ogłoszono jego transfer do Carolina Hurricanes, skąd dwa dni potem został przekazany do Toronto Maple Leafs. We wrześniu 2021 został zaangażowany przez Arizona Coyotes. Na początku listopada 2022 został zawodnikiem Colorado Eagles w AHL, a pod koniec tego miesiąca został zakontraktowany przez Colorado Avalanche. W sierpniu 2023 przeszedł do rosyjskiego klubu SKA Sankt Petersburg, podpisując dwuletnią umowę. Wiosną 2024 przeszedł do Amuru Chabarowsk.

## Kariera reprezentacyjna
Został reprezentantem USA. W kadrze juniorskiej do lat 20 brał udział w mistrzostwach świata juniorów do lat 20 edycji 2013 zdobywając złoty medal. W kadrze seniorskiej uczestniczył w turnieju mistrzostw świata w 2013 (w wieku 19 lat). Zdobył wówczas zwycięskiego gola w meczu ćwierćfinałowym z reprezentacją Rosji (czwarty gol, wynik 8:3) i w spotkaniu o brązowy medal z Finlandią (decydujący najazd, wynik 3:2 po karnych). Zagrał też w turnieju MŚ edycji 2022.

## Sukcesy
Reprezentacyjne
- Złoty medal mistrzostw świata juniorów do lat 20: 2013
- Brązowy medal mistrzostw świata: 2013

Indywidualne
- Sezon MWEHL 2009/2010: pierwsze miejsce w klasyfikacji kanadyjskiej: 87 punktów
- Sezon OHL 2010/2011: pierwszy skład gwiazd pierwszoroczniaków